# Franz Auerbach
Franz Josef Auerbach (n. 1915 – d. 2002) a fost un regizor de teatru român, care a condus Teatrul Evreiesc de Stat din București pe parcursul a peste 30 de ani (1955–1987)

## Distincții
- Ordinul Muncii clasa a II-a (20 decembrie 1956) „cu prilejul împlinirii a 80 de ani de existență în Romînia a teatrului în limba idiș și pentru merite deosebite în activitatea artistică”[1]
- Ordinul „Meritul Cultural” clasa a IV-a (6 noiembrie 1967) „pentru merite deosebite în domeniul artei dramatice”[2]